# Kōsei Ono
Kōsei Ono (Japans: 小野 耕世) (Tokio, 28 november 1939) is een Japans schrijver en stripkenner.
Hij is de zoon van Saseo Ono, een mangaka, schilder en illustrator die bekend is voor zijn vrouwenportretten. Kōsei Ono schrijft recensies over films en strips en hij vertaalde verschillende westerse strips naar het Japans, zoals Maus, Little Nemo en Spider-Man. Hij was een vriend van de Japanse stripauteur Osamu Tezuka en hij schreef een biografie over deze "god van de manga". Kōsei Ono gaf les aan de Kokushikan-universiteit in Tokio.